# Ребиба, Шипьоне
Шипьоне Ребиба (итал. Scipione Rebiba; 2 февраля 1504 — 23 июля 1577) — кардинал Святой Римской Церкви, играющий важную роль в «генеалогии» епископских рукоположений Католической Церкви.

## Биография
Родился 2 февраля 1504 года в Сан-Марко д’Алунцио (Сицилия). После учёбы в Палермо поступил на службу к кардиналу Джанпьетро Карафа, в то время епископу Кьети. 16 марта 1541 года назначен вспомогательным епископом Кьети, получил титулярную кафедру Амиклийскую (англ. Amyclaeensis). Кардинал с 20 декабря 1555 года (при Папе (Павле IV). С 1566 года архиепископ Пизы, 1565—1573 — титулярный латинский патриарх Константинополя, с 1573 года — епископ субурбикарной епархии Альбано, с 1574 — другой субурбикарной епархии, Сабины. Был также папским легатом в Польше и председателем трибунала Римской инквизиции. Умер в Риме 23 июля 1577 года.

## Роль в апостольском преемстве
Предполагается, что сам Ребиба был посвящён в епископы кардиналом Джанпьетро Карафа, будущим Папой Павлом IV, однако документальных свидетельств об этом не сохранилось. Сам он посвятил в епископы несколько человек, включая Юлия Антония Санторио, к которому восходило апостольское преемство Пьетро Франческо Орсини де Гравина, Папы Бенедикта XIII (понтификат 1724—1730). Он, в свою очередь, посвятил не менее 139 епископов на различные важные кафедры Европы и Нового Света, многие из которых, в свою очередь, также посвящали помногу епископов. Таким образом, «генеалогия» епископских рукоположений примерно 95 % из около 5 тыс. современных епископов Католической Церкви восходит к Бенедикту XIII и через него — к кардиналу Ребибе, на котором документально подтвержденные сведения обрываются.